# Zandvoort (single)
Zandvoort is de debuutsingle en enige grote hit van de Nederlandse band Pasadena Dream Band uit 1986. 

## Achtergrond
Zandvoort is geschreven door Peter Roos en Willem Snijders en geproduceerd door Ronald Sommer. Het is een Nederlandstalig funknummer dat een ode is aan Zandvoort aan Zee. In het lied wordt er gevraagd om mee te gaan naar de badplaats. De band, die was ontstaan uit Leidse studenten, had het nummer eerst als een lijflied. Later besloten ze om het nummer als single uit te brengen. Zangeres Claudia Soumeru noemde het lied een uit de hand gelopen grap. De B-kant van de single is een instrumentale versie van het lied.
Voor de terugkomst van de Formule 1 op Zandvoort in 2020, hadden de bandleden een nieuwe versie van het lied gemaakt. De Grand Prix werd door de coronacrisis echter geannuleerd, waardoor het optreden waar deze nieuwe versie ten gehore zou worden gebracht niet door kon gaan. Voor de daadwerkelijke terugkomst in 2021 werd er niet door de band opgetreden.

## Hitnoteringen
Het lied was een kleine hit in Nederland. In zowel de Nationale Hitparade als de Top 40 piekte het op de 36ste plek. Het was vijf weken in de Nationale Hitparade en drie weken in de Top 40 te vinden. 